# Кожохово
Кожохово (каз. Кожохово) — село в Глубоковском районе Восточно-Казахстанской области Казахстана. Административный центр Кожоховского сельского округа. Код КАТО — 634051100.

## Население
В 1999 году население села составляло 1154 человека (537 мужчин и 617 женщин). По данным переписи 2009 года, в селе проживало 1085 человек (508 мужчин и 577 женщин).